# Ельса Нільсен
Ельса Нільсен (ісл. Elsa Nielsen; народилась 26 червня 1974) — ісландська бадмінтоністка. 
Учасниця Олімпійських ігор 1992 в одиночному розряді. У першому раунді поступилась Madhumita Bisht з Індії 0:2. Учасниця Олімпійських ігор 1996 в одиночному розряді. У першому раунді поступилась Jaroensiri Somhasurthai з Таїланду 0:2.
Чемпіон Ісландії в одиночному розряді (1991, 1992, 1993, 1994, 1995, 1998, 1999, 2000), в парному розряді (1994, 1995, 1996, 1997, 1998, 1999, 2000), в змішаному парному розряді (1994, 1996, 2002). 
Переможниця Iceland International в одиночному розряді (1993, 1994, 1995, 1996), в парному розряді (1995, 1996). 